# Egipčanske piramide
Egipčanske piramide so starodavne zidane strukture v obliki piramide, ki stojijo v Egiptu. Od novembra 2008 viri navajajo bodisi 118 ali 138 kot število identificiranih egiptovskih piramid. Večina je bila zgrajena kot grobnica za faraona in njihove sorodnike v obdobju starega in srednjega kraljestva.
Najstarejše znane egipčanske piramide najdemo pri Sakari, severozahodno od Memfisa. Najstarejša med njimi je Džoserjeva piramida, ki je bila zgrajena okoli 2630–2610 pr. n. št., v času tretje dinastije. To piramido in njen okoliški kompleks je zasnoval arhitekt Imhotep in na splošno velja za najstarejšo monumentalno zgradbo na svetu, zgrajeno iz oblečenih zidanih zidov.
Najbolj znane egipčanske piramide so tiste, ki jih najdemo v Gizi na obrobju Kaira. Več piramid v Gizi spada med največje zgradbe, ki so bile kdaj koli zgrajene. Keopsova piramida v Gizi je največja egipčanska piramida. Je edina od sedmih čudes starodavnega sveta, ki še obstaja.

## Zgodovinski razvoj
V času zgodnjega dinastičnega obdobja so bili tisti, ki so imeli dovolj sredstev, pokopani v nasipu podobni strukturi, znani kot mastaba.
Druga zgodovinsko dokumentirana egipčanska piramida je pripisana arhitektu Imhotepu, ki je načrtoval, kar egiptologi menijo, da je grob faraona Džoserja. Imhotep je zaslužen, da je prvi zasnoval način, da se mastabe zložijo druga na drugo in ustvarijo zgradbo, sestavljeno iz številnih stopenj, ki so se po velikosti manjšale do vrha. Rezultat je bila Džoserjeva piramida, ki je bila zasnovana tako, da služi kot velikansko stopnišče, po katerem se je duša pokojnega faraona lahko povzpela v onostranstvo. Imhotepov dosežek je imel tak pomen, da so ga poznejši Egipčani častili.
Najbolj plodna faza gradnje piramid je sovpadala z največjo stopnjo absolutistične vladavine. V tem času starega egiptovskega kraljestva so bile zgrajene najbolj znane piramide, kompleks piramid v Gizi. Sčasoma, ko so oblasti postale manj centralizirane, sta se zmožnost in pripravljenost izkoristiti sredstva, potrebna za gradnjo v tem velikem obsegu zmanjšala, kasnejše piramide so zato manjše, slabše zgrajene in pogosto zgrajene v naglici.
Po koncu obdobja gradnje piramid v Egiptu se je v današnjem Sudanu zgodila gradnja piramid potem, ko je večji del kraljestva Kuš pod kralji Napata zasedel Egipt. Vladavina Napatov, znana kot 25. dinastija, je trajala od 750 pr. n. št. do 664 pr. n. št. in v tem času je egipčanska kultura na Kušite naredila neizbrisen vtis. Meroëtsko obdobje zgodovine Kušitov, ko je bilo kraljestvo osredotočeno na Meroë, (približno v obdobju med 300 pr. n. št. in 300 n. št.), je doživelo popoln preporod gradnje piramid, v katerem je bilo več kot dvesto avtohtonih kraljevih piramid - grobnic, zgrajenih v bližini glavnih mest kraljestva.
Al-Aziz Uthman (1171–1198), drugi egipčanski ayubidski sultan, je poskušal uničiti kompleks piramid v Gizi. Temu se je odpovedal, ko je poškodoval samo piramido Mikerinovo, ker se je naloga izkazala za preveliko.

## Simbolizem
Oblika egipčanskih piramid naj bi predstavljala prvinsko goro, za katero so Egipčani verjeli, da je iz nje nastala zemlja. Oblika piramide naj bi bila reprezentativna za spuščajoče sončnih žarkov, večina piramid pa je bila obložena s poliranim, odsevnim belim apnencem, da bi jim dal svetleč videz, če bi jih gledali od daleč. Piramide so pogosto imenovali tudi na način, ki se je nanašal na sončno luminiscenco. Na primer, uradno ime Bentove piramide v Dahšurju je bilo Južna sijoča piramida, Senvosretova v El-Lahunu pa Senvosret je svetleč.
Medtem ko se na splošno strinjajo, da so bile piramide nagrobni spomeniki, se še vedno ne strinjajo glede določenih teoloških načel, ki bi jih lahko povzročile. En predlog je, da so bile zasnovane kot vrsta 'vstajenja'. 
Egipčani so verjeli, da so temno območje nočnega neba, okrog katerega se zdi, da se zvezde vrtijo, fizična vrata v nebesa. Eden od ozkih jaškov, ki sega od glavne grobnice, skozi celotno telo Velike piramide, kaže neposredno proti središču tega dela neba. To kaže, da je bila piramida morda zasnovana kot sredstvo za čarobno izstrelitev duše umrlega faraona neposredno v bivališče bogov.
Vse egipčanske piramide so bile zgrajene na zahodnem bregu Nila kot mestu zahajajočega sonca v egipčanski mitologiji povezanim s kraljestvom mrtvih.

## Lokacije in število
Leta 1842 je Karl Richard Lepsius sestavil prvi sodobni seznam piramid - danes znan kot Lepizijev seznam piramid - v katerem jih je naštel 67. Od takrat je bilo odkritih še veliko več. Od novembra 2008 je bilo ugotovljenih 118 egipčanskih piramid.
Lokacija piramide 29, ki jo je Lepsius poimenoval brezglava piramida, se je izgubila še drugič, ko je zgradbo pokopal puščavski pesek po Lepsijevem pregledu. Ponovno so jo našli šele med arheološkim izkopom, opravljenim leta 2008. 
Številne piramide so v slabem stanju ali jih zakopava puščavski pesek. Če so sploh vidne, se lahko pojavijo kot ruševine. Posledično arheologi nadaljujejo z ugotavljanjem in preučevanjem doslej neznanih piramidnih struktur.
Najnovejša piramida, ki so jo odkrili, je bila Sešešetiva pri Sakari, matete faraona šeste dinastije Teti, naznanjena 11. novembra 2008. Odkritje je 11. novembra 2008 napovedal Zahi Hawass, generalni sekretar egiptovskega vrhovnega sveta za antiko.
Vse egipčanske piramide, razen majhne piramide tretje dinastije Zawyet el-Amwat (ali Zawyet el-Mayitin), so nameščene na zahodnem bregu Nila, večina pa je združena v več piramidnih poljih. Najpomembnejše od teh so geografsko navedene, od severa do juga, v nadaljevanju.

### Abu Rawash
Abu Rawash je mesto najbolj severne piramide Egipta (razen ruševin Lepsiusove piramide številka ena) - najbolj uničena Džedefrejeva piramida, sina in naslednika Keopsa. Prvotno je bilo mišljeno, da ta piramida ni bila nikoli dokončana, toda trenutni arheološki konsenz je, da ni samo dokončana, ampak da je bil prvotno približno enake velikosti kot piramida Menkaureja, ki bi jo uvrstila med pol ducata največjih piramid v Egiptu.
Njena lega v bližini večjega križišča je omogočila lahek vir kamna. Kamnolomi, ki so se začeli že v rimskih časih, so le malo oddaljeni od bližnjih kamnolomov, ki so na naravnem gričevju, ki je bil del jedra piramide. Majhna sosednja piramida je v boljšem stanju.

### Giza
Giza je lokacija Keopsove piramide (znane tudi kot Velika piramida), nekoliko manjša je Kefrenova piramida, sorazmerno skromna Mikerinova piramida, skupaj s številnimi manjšimi objekti, znanimi kot 'kraljičine piramide' in velika sfinga.
Od treh je le Kefrenova piramida ohranila del svojega prvotne polirane apnenčaste obloge blizu vrha. Ta piramida se zdi večja od sosednje Keopsove zaradi svoje bolj dvignjene lege in strmejšega kota naklona konstrukcije - pravzaprav je manjša tako po višini kot po volumnu.
Kompleks piramid v Gizi je bil priljubljen turistični kraj že od antike in je bil populariziran v helenističnih časih, ko je Veliko piramido Antipater Sidonski uvrstil med eno od sedmih čudes antičnega sveta. Danes je edino od teh čudes, ki še vedno obstajajo.

### Zawyet el-Aryan
To mesto, na pol poti med Gizo in Abusirjem, ima dve nedokončani piramidi starega kraljestva. Lastnik severne zgradbe naj bi bil faraon Nebka, medtem ko je južno strukturo, znano kot Plastna piramida, mogoče pripisati faraonu iz tretje dinastije, Kabi, tesnemu nasledniku Sekemketa. Če je ta atribucija pravilna, bi lahko Kabajeva kratka vladavina razlagala na videz nedokončano stanje te stopničaste piramide. Danes stoji približno 17 m visoko; če bi bil dokončan, bi verjetno presegla 40 m.

### Abu Sir
Na tem mestu je skupno štirinajst piramid, ki so v času 5. dinastije služile kot glavna kraljeva nekropola. Kakovost gradnje piramid v Abusirju je slabša od kakovosti 4. dinastije - kar morda kaže na zmanjšanje kraljeve moči ali manj živahno gospodarstvo. Manjše so od predhodniv in so zgrajene iz kakovostnega lokalnega apnenca.
Tri glavne piramide so Njuserrejeva, ki je tudi najbolje ohranjena, Neferirkare Kakaija in Sahurejeva piramida. Na mestu je tudi nedokončana Neferefrejeva piramida. Večina večjih piramid v Abusirju je bila zgrajena s podobnimi tehnikami gradnje, ki obsegajo jedro iz ruševin, obdano s stopnicami blatne opeke z zunanjim ohišjem iz apnenca. Največja od teh piramid 5. dinastije, piramida Neferirkare Kakaija, naj bi bila prvotno zgrajena kot stopničasta piramida, visoka približno 70 m, nato pa se je spremenila v 'pravo' piramido, tako da so njene stopnje izpolnjene z ohlapnim zidom.

### Sakara
Glavne piramide, ki so tukaj, so Džoserjeva piramida, ki je na splošno opredeljena kot najstarejša velika monumentalna zgradba na svetu, zgrajena iz oblečenega kamna – Userkafova piramida, Tetijeva piramida in Merikarejeva piramida iz prvega vmesnega egipčanskega obdobja. Tudi pri Sakari je Unasova piramida, ki ohranja piramidni kanal, ki je eden najbolje ohranjenih v Egiptu. Skupaj s Userkafovo je bila ta piramida med prvimi znanimi poskusi obnove, ki jo je izvedel Khaemweset, sin Ramzesa II.. Sakara je tudi lokacija nedokončane stopničaste piramide Džoserjevega naslednika Sekemketa, znane kot pokopana piramida. Arheologi verjamejo, da bi bila ta piramida dokončana večja od Džoserjeve.
Južno od glavnega piramidnega polja pri Sakari je druga zbirka poznejših manjših piramid, vključno s tistimi Pepija I., Džedkare Isesija, Merenreja, Pepija II. in Kakare Ibija. Večina teh je v slabšem stanju.
Faraon 4. dinastije Šepseskaf bodisi ni delil zanimanja ali pa ni bil sposoben začeti gradnjo piramide kot njegovi predhodniki. Njegova grobnica, ki stoji v južni Sakari, je bila namesto tega zgrajena kot nenavadno velika mastaba in ima tempeljski kompleks. Znana je kot Mastabat al-Fir'aun.
Prej neznana piramida je bila odkrita na severu Sakare konec leta 2008. Verjame se, da je grob Tetijeve matere, trenutno je visoka približno 5 m, čeprav je bila prvotna višina bližje 14 m.

### Dahšur
To območje je verjetno najpomembnejše piramidno polje v Egiptu zunaj Gize in Sakare, čeprav je bilo do leta 1996 najdišče nedostopno zaradi lege v vojaški bazi in je bilo zunaj arheoloških krogov relativno neznano.
Južna Sneferujeva piramida, splošno znana kot Zlomljena piramida, naj bi bila prva egipčanska piramida, ki so jo načrtovali graditelji, od začetka 'prava' gladka piramida; prejšnja piramida v Meidumu je imela v končanem stanju gladke stranice - vendar je bila zasnovana in zgrajena kot stopničasta piramida, preden so njene stopnje napolnili in zakrili pod gladkim zunanjim ohišjem oblečenega kamna. Kot prava gladka struktura je bila Zlomljena piramida le delni uspeh - čeprav edinstvena, vizualno impozantna; je tudi edina večja egipčanska piramida, ki ohranja pomemben delež svojega prvotne gladke zunanje obloge iz apnenca. Kot taka služi kot najboljši sodobni primer, kako so izgledale egipčanske  piramide. Nekaj kilometrov severno od Zlomljene piramide je zadnja - in najuspešnejša - od treh piramid, zgrajenih v času Sneferujeve vladavine – Rdeča piramida. Je prva uspešno končana gladka piramida na svetu. Zgradba je tudi tretja največja piramida v Egiptu.
Tudi v Dahšurju je ena od dveh piramid, ki jih je zgradil Amenemhet III., znana kot Črna piramida, pa tudi številne majhne, večinoma porušene piramide.

### Mazghuna
Je južno od Dahšurja, na tem območju je bilo v poznem srednjem kraljestvu postavljenih več piramid iz blatnih opek, morda za Amenemhata IV. in Sobekneferuja.

### Lišt
V Lištu sta bili znani dve veliki piramidi – Amenemhata I. in njegovega sina Senusreta I.. Slednjo obdajajo ruševine desetih manjših piramid. Ena od teh piramid je znana kot bratranca Amenemhata, Khaba II.  Mesto, ki je v bližini oaze Fajum, na sredi med Dahšurjem in Meidumom in približno 100 kilometrov južno od Kaira, naj bi bilo v bližini starodavnega mesta Ititavi (natančna lokacija še ni znana) , ki je med 12. dinastijo služil kot glavno mesto Egipta.

### Meidum
Piramida v Meidumu je ena izmed treh, zgrajenih v času Sneferujeve vladavine, nekateri pa verjamejo, da jih je začel že oče faraona in predhodnik Huni. Je pa to pripisovanje negotovo, saj na mestu ni bilo najdenega zapisa Hunijevega imena. Zgrajena je bila kot stopničasta piramida, nato pa je bila ob izpolnjevanju stopnic spremenjena v prvo pravo gladko piramido in dodana zunanja obloga. Piramida je v starih in srednjeveških časih doživela več katastrofalnih propadov; srednjeveški arabski pisci so jo opisali kot sedemstopenjsko - čeprav so danes ostale le tri zgornje, kar daje zgradbi čuden, stolpast videz. Hrib, na katerem je piramida, ni naravna krajinska značilnost - je majhna gora ruševin, ki je nastala, ko so popustile spodnje stopnice in zunanje obloge piramide.

### Havara
Amenemhet III. je bil zadnji močan vladar 12. dinastije, piramida, ki jo je zgradil v Havari, blizu Fajuma, pa naj bi nastala po tako imenovani "Črni piramidi", ki jo je zgradil isti vladar pri Dahšurju. Piramido v Havari naj bi bila Amenemhetovo zadnje počivališče.

### El-Lahun
Piramida Senusreta II. v Eel-Lahunu je najjužnejša piramidalna zgradba kraljevskih grobnic v Egiptu. Tu so gradbeniki zmanjšali količino dela, ki je bilo potrebno, da so jo zgradili tako, da so domiselno uporabili za temelj in jedro 12 metrov visok hrib iz naravnega apnenca.

### El Kurru
Pije, kralj Kušitov, ki je postal prvi vladar 25. egipčanske dinastije, je v El Kurruju (danes v Sudanu) zgradil piramido. Bil je prvi egipčanski faraon, ki je bil po stoletjih pokopan v piramido.

### Nuri
Taharka, kušitski vladar 25. dinastije, je zgradil svojo piramido pri Nuriju (danes v Sudanu). Bila je največja na tem območju (Severni Sudan).

### Datacija izgradnje
| Piramida / Faraon | vladal                  | lokacija   |
| ----------------- | ----------------------- | ---------- |
| Džoser            | c. 2670 pr. n. št.      | Sakara     |
| Sneferu           | c. 2612–2589 pr. n. št. | Dahšur     |
| Sneferu           | c. 2612–2589 pr. n. št. | Meidum     |
| Keops             | c. 2589–2566 pr. n. št. | Gize       |
| Džedefre          | c. 2566–2558 pr. n. št. | Abu Rawash |
| Kefren            | c. 2558–2532 pr. n. št. | Gize       |
| Menkaure          | c. 2532–2504 pr. n. št. | Gize       |
| Userkaf           | c. 2494–2487 pr. n. št. | Sakara     |
| Sahure            | c. 2487–2477 pr. n. št. | Abu Sir    |
| Neferirkare Kakai | c. 2477–2467 pr. n. št. | Abu Sir    |
| Njuserre          | c. 2416–2392 pr. n. št. | Abu Sir    |
| Amenemhet I.      | c. 1991–1962 pr. n. št. | Lišt       |
| Senusret I.       | c. 1971–1926 pr. n. št. | Lišt       |
| Senusret II.      | c. 1897–1878 pr. n. št. | El-Lahun   |
| Amenemhet III.    | c. 1860–1814 pr. n. št. | Havara     |
| Hendžer           | c. 1764–1759 pr. n. št. | Sakara     |
| Pije              | c. 721 pr. n. št.       | El Kurru   |
| Taharka           | c. 664 pr. n. št.       | Nuri       |

## Tehnika gradnje
Pri gradnji piramid je prišlo do premikanja ogromnih količin kamna. Papirus, ki ga je v egiptovski puščavi blizu Rdečega morja odkril leta 2013 arheolog Pierre Tallet, je razkril Mererjev dnevnik, uradnika Egipta, ki se ukvarja s prevozom apnenca po reki Nil. Ti papirusi razkrivajo procese pri gradnji Velike piramide v Gizi. Namesto kopenskega prevoza apnenca, uporabljenega pri gradnji piramide, obstajajo dokazi, da so apnenčaste bloke prevažali vzdolž reke Nil, v Mererjevem dnevniku so ohranjene risbe ostankov starodavnih kanalov in transportnih čolnov.
Možno je, da so kamnoseške bloke nato na gradbišče prepeljali na lesenih saneh, s peskom pred sankami, navlaženim, da so zmanjšali trenje. Kapljice vode so ustvarile vezi med zrni peska in pomagale, da so se držali skupaj.